# Tripoli (Libye)
Pour les articles homonymes, voir Tripoli.
Tripoli (en arabe : طرابلس / ṭarābulus ; en italien : Tripoli) est la plus grande ville et la capitale de la Libye, ainsi que le chef-lieu du district (shabiyat) homonyme.
Avec une population d'environ 1,3 million d'habitants en 2024, Tripoli est également le principal port et le plus grand centre industriel et commercial libyen. C'est aussi le siège du gouvernement et une ville universitaire.

## Étymologie
Son nom d'origine grecque (tri, « trois », et polis, « cité ») dérive de celui de la regio Tripolitana des Romains (« la région des Trois Cités »), la Tripolitaine, nom toujours utilisé dans l'actuelle Libye.
Les trois cités en question étaient Oea (à l'emplacement actuel de Tripoli), Leptis Magna et Sabratha.

## Géographie

### Situation
La ville est située dans le Nord-Ouest du pays ; elle s'étend au bord du désert, sur un morceau de territoire rocheux qui s'avance dans la mer Méditerranée, formant ainsi une baie.

### Climat
Le climat est typiquement semi-aride : étés chauds et secs, hivers doux, avec quelques modestes précipitations qui ne dépassent pas les 350 mm.
| Mois                              | jan. | fév. | mars | avril | mai  | juin | jui. | août | sep. | oct. | nov. | déc. | année |
| --------------------------------- | ---- | ---- | ---- | ----- | ---- | ---- | ---- | ---- | ---- | ---- | ---- | ---- | ----- |
| Température minimale moyenne (°C) | 8,9  | 9,5  | 11,2 | 13,7  | 16,7 | 20,1 | 21,7 | 22,7 | 21,4 | 18   | 13,4 | 9,9  | 15,6  |
| Température moyenne (°C)          | 13,4 | 14,3 | 16   | 18,7  | 21,9 | 25,3 | 26,7 | 27,7 | 26,2 | 22,9 | 18,4 | 14,6 | 20,5  |
| Température maximale moyenne (°C) | 17,9 | 19,1 | 20,7 | 23,7  | 27,1 | 30,4 | 31,7 | 32,6 | 31   | 27,7 | 23,3 | 19,3 | 25,4  |
| Record de froid (°C)              | 1    | 3    | 4    | 6     | 7    | 10   | 16   | 17   | 15   | 10   | 6    | 2    | 1     |
| Record de chaleur (°C)            | 28   | 33   | 38   | 41    | 43   | 44   | 47   | 48   | 46   | 41   | 36   | 30   | 48    |
| Précipitations (mm)               | 62,1 | 32,2 | 29,6 | 14,3  | 4,6  | 1,3  | 0,7  | 0,1  | 16,7 | 46,6 | 58,2 | 67,5 | 333,9 |
| Humidité relative (%)             | 63   | 65   | 61   | 59    | 60   | 64   | 63   | 71   | 67   | 62   | 59   | 60   | 62,83 |

## Histoire

### Antiquité
La cité est fondée au VIIe siècle av. J.-C. par les Phéniciens, qui l'appellent Oea. Cette cité passe ensuite aux mains des maîtres de la Cyrénaïque (Barca), qui sont dépouillés en 161 par les Carthaginois.
Après la défaite de Carthage lors des guerres puniques, la cité passe sous domination romaine, qui l'inclut dans la province d'Afrique dans une région nommée Regio Syrtica, puis, vers le début du IIIe siècle, Regio Tripolitana (à cause de ses trois cités principales : Oea, Sabratha, et Leptis Magna, qui étaient liguées), probablement élevée au rang de province séparée par Septime Sévère, qui venait de Leptis Magna.

### Moyen Âge
Avec le reste de l'Afrique du Nord, elle est conquise par les musulmans au début du VIIIe siècle.

### Les Temps modernes: des Hospitaliers à la tutelle ottomane
En 1510, elle est prise par les Espagnols commandés par Don Pedro Navarro, comte d'Oliveto. 
En 1530, Charles Quint, la cède, en même temps que l'archipel de Malte, aux Hospitaliers de l'ordre de Saint-Jean de Jérusalem, chassés en 1523 par les Ottomans de leur bastion de l'île de Rhodes. Les chevaliers défendent la ville difficilement jusqu'en 1551, où ils sont contraints de capituler devant l'amiral turc Sinan Pacha.
Tripoli passe alors sous la tutelle de l'Empire ottoman dans le cadre de la régence de Tripoli, et participe dès lors à la guerre de course généralisée menée par les États barbaresques contre les États chrétiens, sur mer comme sur terre. Dans les années 1550, elle est dirigée par le corsaire Dragut, basé à Djerba. En 1559, les chevaliers de Malte et Philippe II envisagent une expédition contre Tripoli, mais après avoir pris Djerba en février 1560, elle subit une contre-attaque ottomane et subit une défaite en juillet 1560, ce qui met Tripoli à l'abri.
C’est durant cette période qu’on commença à appeler la ville Tripoli-de-Barbarie pour la distinguer des autres villes homonymes.

### L'époque de la dynastie Karamanli (1714-1835)
En 1714, le pacha en titre, Ahmad Ier Karamanli, assume le titre de bey, et revendique une demi-indépendance vis-à-vis du Sultan de Constantinople. Cette organisation se perpétue sous le règne de ses descendants, en même temps que la piraterie avec les rançons se poursuit.
En 1728, la Marine française procède à un bombardement de la ville, provoquant sa destruction partielle.
Au début du XIXe siècle, la régence de Tripoli doit à ses pratiques pirates d'être deux fois en guerre avec les États-Unis. En mai 1801, le pacha exige des États-Unis une augmentation de l'impôt (83 000 $) que le gouvernement américain paie depuis 1796 pour protéger son commerce de la piraterie. Cette exigence étant repoussée, le dey avec ses alliés de la côte des Barbaresques déclarent la guerre aux États-Unis, une petite force navale de l'US Navy part bloquer Tripoli. La guerre de Tripoli (1801-1805) traîne en longueur pendant quatre ans ; en 1803, les Américains perdent la frégate Philadelphia, dont le commandant (Captain William Bainbridge) et l'ensemble de l'équipage sont faits prisonniers. L'incident le plus pittoresque de ce conflit reste une expédition entreprise par William Eaton dans le but de remplacer le pacha par son frère aîné alors en exil, qui avait promis d'accéder à tous les souhaits des États-Unis. Eaton, à la tête d'une troupe bigarrée de 500 Marines et mercenaires musulmans part d'Alexandrie en Égypte à travers le désert, et parvient à s'emparer de Derna avec l'aide de navires américains. La paix se conclut peu de temps après (3 juin 1805) : le pacha régnant abandonne ses exigences, mais reçoit 60 000 $ de rançon pour les prisonniers du Philadelphia.
En 1815, à cause de nouvelles atteintes, les capitaines Bainbridge et Stephen Decatur, reviennent à Tripoli à la tête d'une escadre américaine, et contraignent le pacha à observer les exigences des États-Unis.

### Époque contemporaine

#### Le vilayet ottoman de Tripoli (1835-1911)
En 1835, les Turcs profitèrent d'une guerre civile à Tripoli pour réaffirmer leur autorité directe.
Un nouveau pacha turc, investi des pouvoirs de vice-roi, est nommé et la Régence devient un vilayet de l'Empire ottoman. Ce vilayet de Tripoli, dont dépend aussi le sandjak de Cyrénaïque) s'étend le long du rivage de la mer Méditerranée entre la régence de Tunis, à l'ouest, et l'Égypte, à l'est. Il incluait aussi la chaîne d'oasis de la dépression d'Aujila, le Fezzan, et les oasis de Ghadames et Ghat, séparées par des friches de sable et de pierre.
Des tentatives de rébellions ont lieu en 1842 et 1844, mais en vain.
Après l'occupation de la Tunisie par les Français (1881), les Turcs accroissent considérablement leurs effectifs en garnison à Tripoli.

#### De la colonisation italienne à l'indépendance (1911-1951)
L'Italie avait longtemps affirmé que Tripoli tombait dans sa zone d'influence et que l'Italie avait le droit d'y maintenir l'ordre.
Sous prétexte de protéger ses propres citoyens vivant à Tripoli, l'Italie déclare la guerre à l'Empire ottoman le 29 septembre 1911, et annonça son intention d'annexer Tripoli. Le 1er octobre 1911, une bataille navale a lieu à Préveza, en Thrace orientale, et trois navires ottomans sont détruits. Les troupes italiennes bombardèrent la ville puis en prirent possession le 4 octobre. Par le traité de Lausanne, la Turquie reconnaît la souveraineté italienne, mais le calife continue d'exercer l'autorité religieuse.

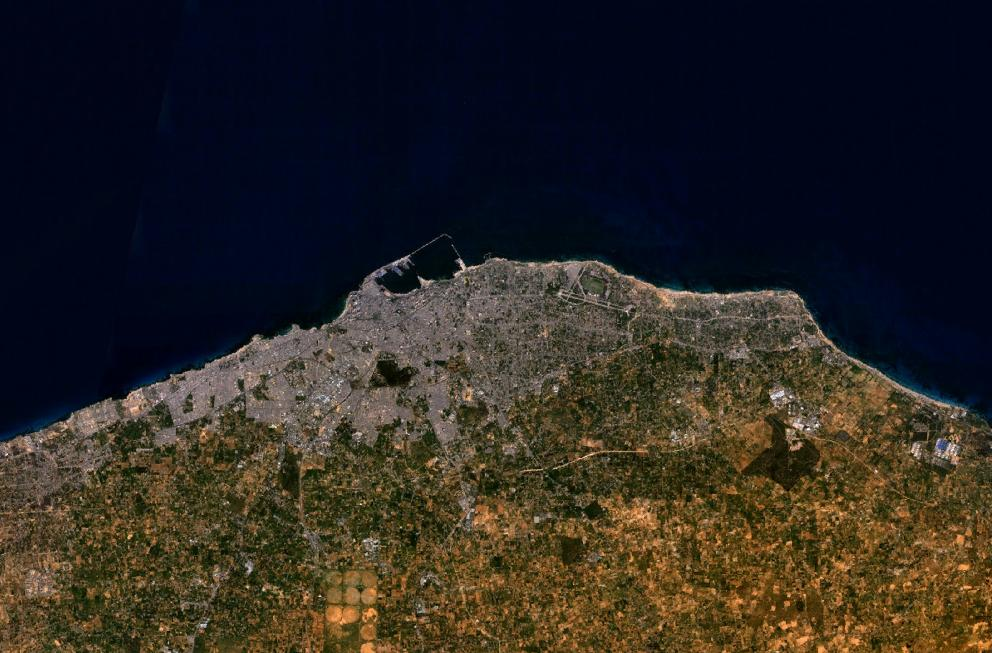
Vue satellite de Tripoli.

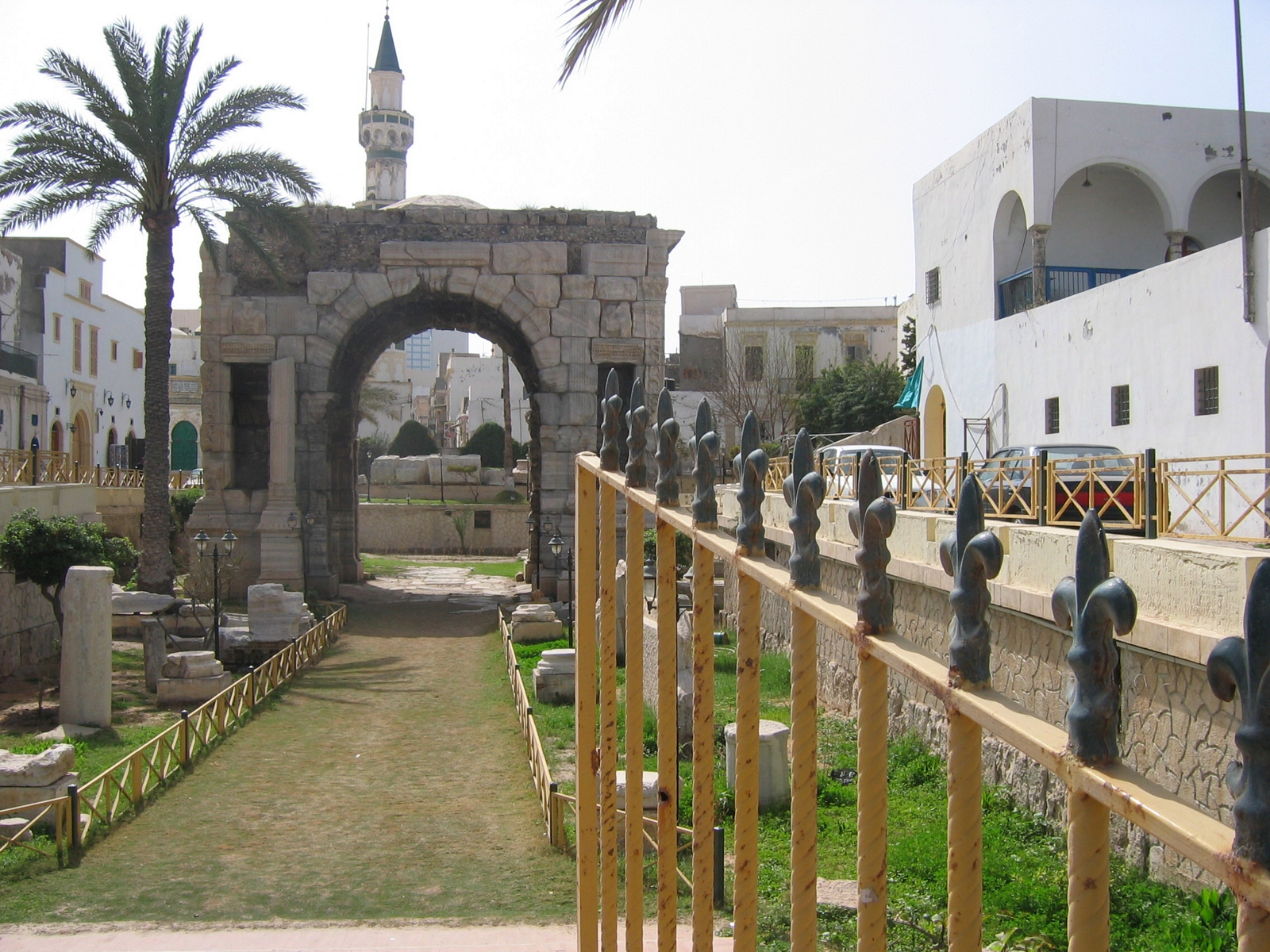
L'arc de Marc Aurèle.

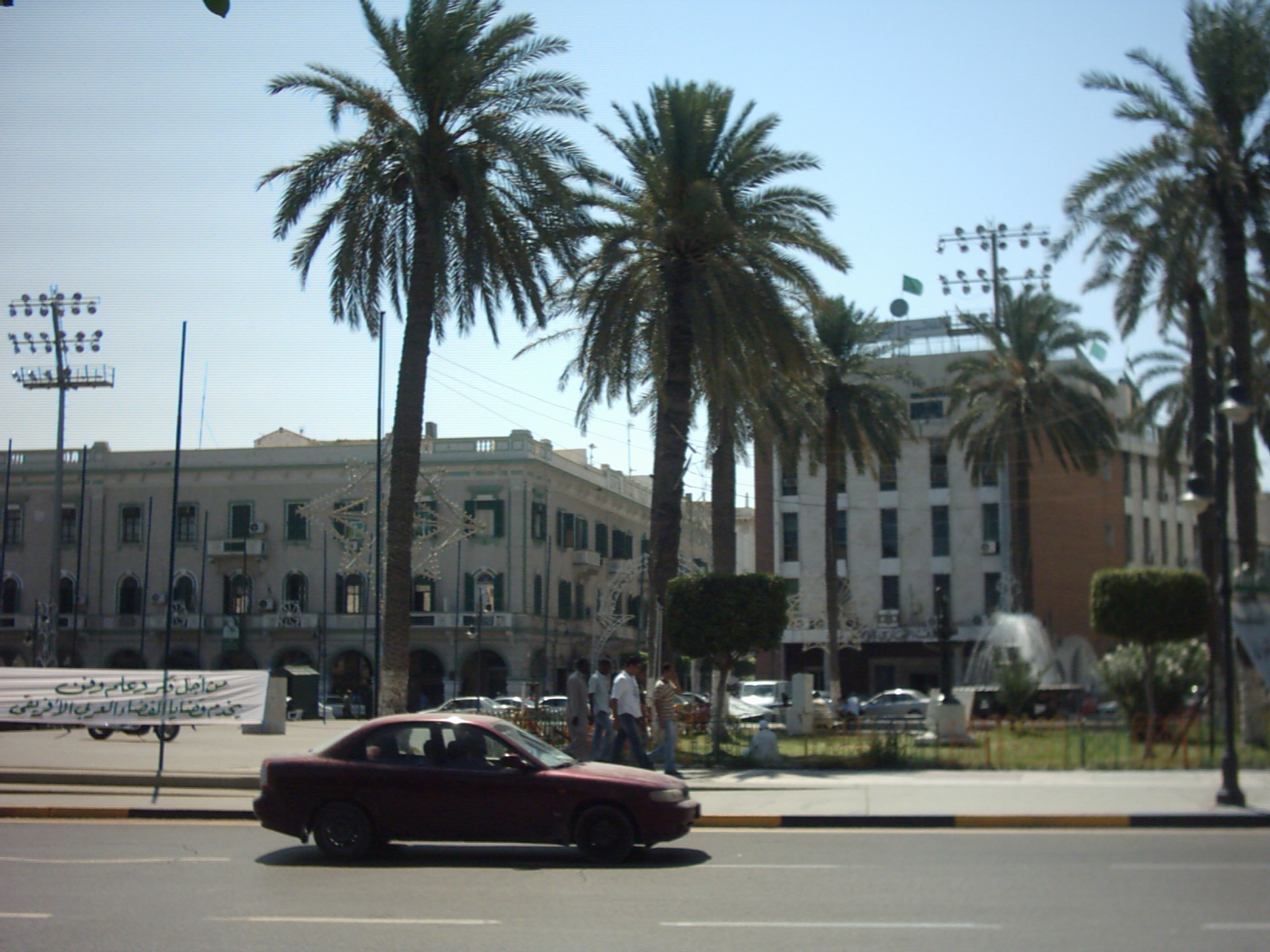
Al Saaha Alkhadhraa (la place Verte), à Tripoli.

À la fin de la Première Guerre mondiale, en 1918, est établie la république de Tripolitaine, État souverain sur les territoires de l'Ouest de l'actuelle Libye. La république de Tripolitaine est le premier État musulman au monde à disposer d'un gouvernement républicain. Mais en 1922, l'Italie reprend le contrôle de l'ensemble de la Libye, étant donné qu'elle fait partie des pays vainqueurs de la guerre.
Tripoli reste sous administration italienne jusqu'au début de l'année 1943, puis après que la 8e armée britannique s'en empare le 23 janvier 1943 lors de la guerre du Désert, est placée sous administration militaire britannique puis devient la capitale en 1949 de l'Émirat de Cyrénaïque jusqu'à l'indépendance du Royaume de Libye en 1951.
À deux reprises, la communauté juive de la ville subit des émeutes antisémites lors du pogrom de Tripoli de 1945 et du pogrom de Tripoli de 1948 faisant plus de 150 morts. Ces évènements constituent un tournant pour les Juifs libyens, entraînant l'exode des Juifs qui, à partir de 1948, émigrent en masse vers Israël.

#### Depuis l'indépendance
La ville subit un bombardement américain en 1986 (opération El Dorado Canyon), en représailles du soutien présumé de la Libye au terrorisme après l'interception par les services de renseignements américains de télex de l'ambassade libyenne à Berlin-Est suggérant l'implication du dirigeant libyen Mouammar Kadhafi dans l'attentat du 5 avril contre la discothèque berlinoise La Belle, fréquentée à l'époque par des militaires américains. Les frappes de représailles américaines font près de 60 morts, dont 15 civils. Le régime de Kadhafi affirmera par ailleurs que la fille adoptive du colonel, Hana, aurait péri dans un bombardement américain.
Les sanctions des Nations unies contre la Libye, décidées à la suite de l'attentat de Lockerbie en 1988, sont levées en 2003 : cela permet une augmentation du trafic avec le port de Tripoli et un effet positif sur l'économie de la ville.

##### Guerre civile et chute de Kadhafi
Les manifestations de février 2011 ont débuté en Cyrénaïque à Benghazi contre le régime du colonel Mouammar Kadhafi et se sont propagées à Tripoli à partir du 20 février, toutefois le fils du guide libyen Saïf al-Islam Kadhafi, s'exprime à la télévision de Tripoli le 20 février 2011, déclarant que le « Guide de la révolution » (son père) « mène la bataille et nous le soutenons ainsi que nos forces armées ». Au moins 71 personnes auraient trouvé la mort à Tripoli les 20 et 21 février. Après une accalmie de quelques jours, la ville est de nouveau gagnée par les combats le 25 février, les opposants prennent même le contrôle de plusieurs quartiers de la capitale. D'après la branche libyenne de la Fédération internationale des droits de l'homme (FIDH), 3 000 personnes ont été tuées à Tripoli depuis le début de la révolte. Selon Ali Zeidan, porte-parole de la FIDH, la ville fait l’objet d’une véritable épuration des opposants à Kadhafi.

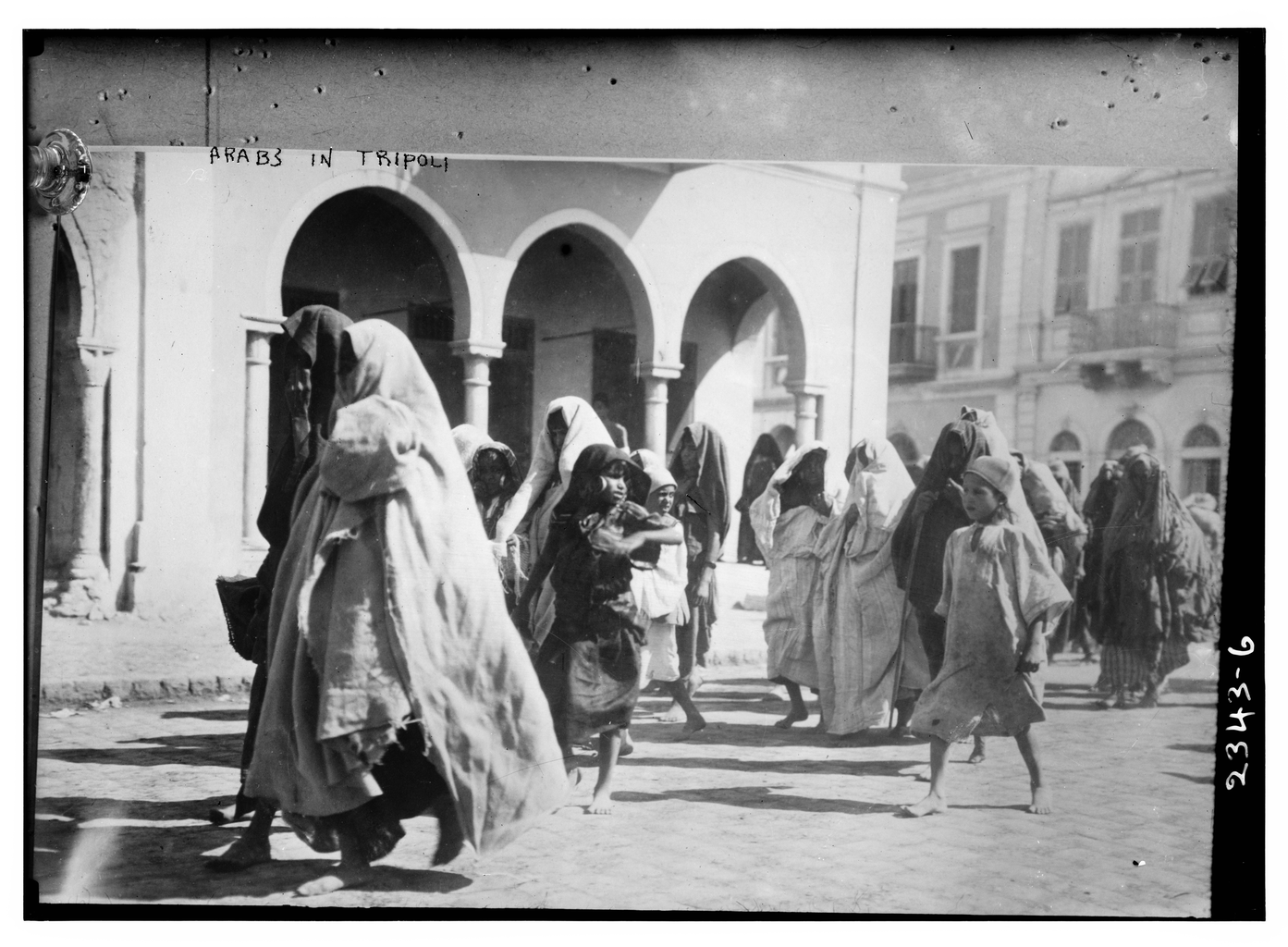
Scène de rue à Tripoli, vers 1900.

À partir de mars 2011, la capitale devient cible privilégiée des bombardements aériens occidentaux déclenchés en soutien à la rébellion qui tueront de nombreux civils. Celle-ci reprend le contrôle de la région environnante dans le courant de l'été 2011. Le 20 août, la seconde bataille de Tripoli est déclenchée par les rebelles pour le contrôle de la ville. En quelques heures, des points stratégiques tombent entre leurs mains et au 1er septembre la grande majorité de la ville est aux mains des insurgés après la prise du quartier général de Mouammar Kadhafi.

##### Deuxième guerre civile
Une partie de la ville est occupée par les milices de Misrata, alliées à de multiples composantes islamistes. Le 15 novembre 2013, ceux-ci ouvrent le feu sur la foule réclamant leur départ, faisant plusieurs dizaines de morts et des centaines de blessés. 
En 2017, Tripoli retrouve un calme précaire, mais les pénuries sont généralisées et la criminalité galopante.
Le 16 janvier 2019, l'Armée nationale libyenne (ANL) lance une offensive visant à prendre le contrôle du sud de la Libye, désertée par les Brigades de Misrata depuis juin 2017 et devenue une base arrière de groupes djihadistes, de groupes rebelles tchadiens et de groupes rebelles soudanais. 
Le 4 avril, Haftar demande à ses hommes de se diriger vers Tripoli. Les forces pro-Haftar sont alors à 27 km de la capitale, tandis que des renforts pro-GNA arrivent de Misrata. Les combats se poursuivent et les troupes de Haftar sont repoussées de plusieurs kilomètres.

## Personnalités liées à la ville
- Pacifique-Henri Delaporte (1815-1877), diplomate français
- Adriano Visconti (1905–1945), militaire italien
- Rossana Podestà (1934–2013), actrice italienne
- Choukri Ghanem (1942–2012), homme d'État libyen
- Claudio Gentile (né en 1953), footballeur et entraineur italien
- Abdelhakim Belhadj (né en 1966), combattant, soupçonné de terrorisme,puis chef du parti conservateur islamiste al-Watan
- Amna Guellali (née en 1972), avocate libo-tunisienne
- Saadi Kadhafi (né en 1973), footballeur, dirigeant sportif, militaire, fils du colonel Kadhafi
- Moatassem Kadhafi (1974-2011), militaire libyen, fils du colonel Kadhafi
- Hannibal Kadhafi (né en 1975), homme d'affaires, fils du colonel Kadhafi
- Aïcha Kadhafi (née en 1976), avocate, militaire et femme politique libyenne, fille du colonel Kadhafi
- Djamal Mahamat (né en 1983), footballeur libyen
- Saïf al-Islam Kadhafi (1973-), homme politique libyen, fils de Mouammar Kadhafi.

## Architecture

Quartier central des affaires.

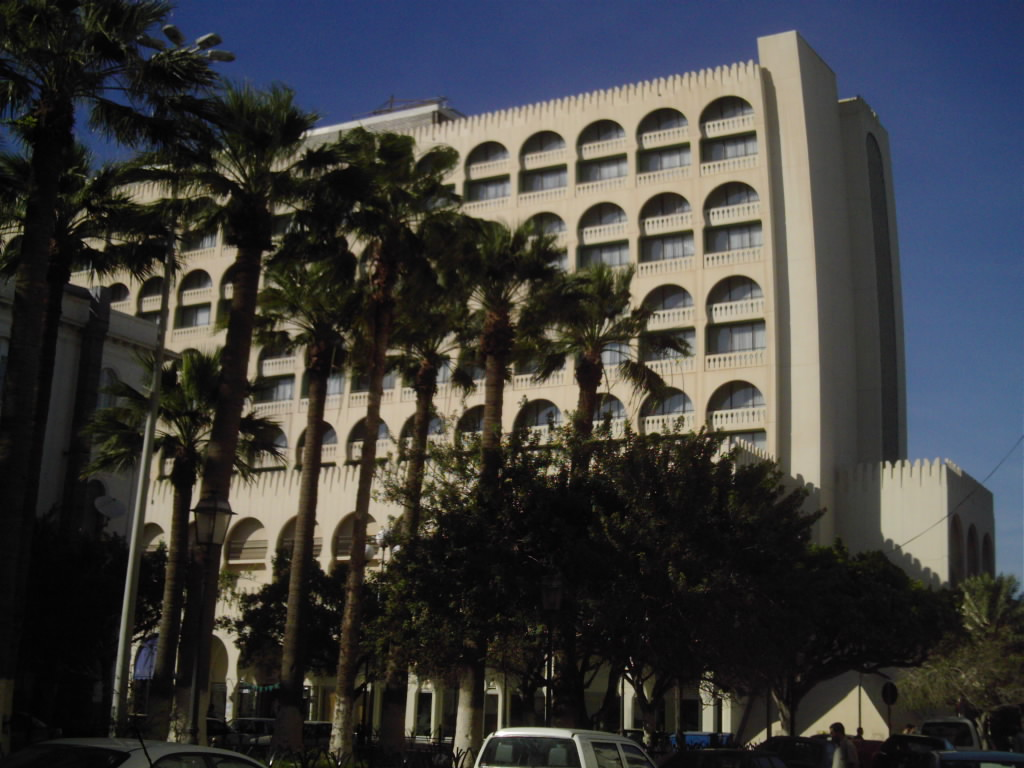
Grand hôtel de Tripoli.

Le port de Tripoli est le port principal du pays. Elle accueille la plupart des bâtiments administratifs libyens. La vieille ville garde de son atmosphère d'antan et c'est la cité du pays qui a le plus de caractère.
La vieille ville fortifiée de Tripoli, la médina, est un des sites classiques de Méditerranée. Le premier plan des rues de la médina fut tracé à l'époque romaine, lorsqu'on construisit les murs pour la protéger des attaques venant de l'intérieur de la Tripolitaine. Au VIIIe siècle on ajouta un mur du côté de la ville qui fait face à la mer.
Trois portes permettent d'accéder à la ville : bab Zanata à l'ouest, bab Hawara au sud-est et bab al-Bahr au nord. Les remparts de la vieille ville sont toujours debout, et l'on peut y grimper pour de beaux points de vue. Le Monument du port se dresse aux portes de la vieille ville et il y a beaucoup de maisons restaurées, des consulats et une synagogue dans ces ruelles étroites. On peut trouver dans la médina des marchandises traditionnelles, de la bijouterie et des vêtements. Le nouveau musée Jamahiriya y a également ouvert ses portes. L'unique monument romain de la ville encore debout, l'arc de Marc Aurèle, marque la limite nord de la médina.
La place des Martyrs (ex-place Verte), cœur de la cité, marque la transition entre l’ancien quartier colonial italien et ses immeubles à arcades (où se trouve, notamment, la Galleria De Bono), le quartier des affaires et ses tours modernes (That El-Emad, hôtel Corinthia, tour Al-Fateh) et la médina, aux rues tortueuses. Les mosquées Gurgi et Karamanli sont d’admirables exemples de l’habileté des artisans locaux, avec leurs décorations et leurs remarquables mosaïques.
La ville de Si Lhatchoune, se trouvant à Tripoli, a été récemment construite (en 2005) avec une population de 25 000 habitants.

## Transports
Deux routes transafricaines se croisent en Tripoli:
1. Transafricaine 1, Le Caire - Dakar
2. Transafricaine 3, Tripoli - Le Cap

La ville est reliée par le transport aérien avec l’aéroport international de Tripoli.

## Enseignement supérieur
L’université de Tripoli a été fondée en 1957.

## Lieux de culte
Parmi les lieux de culte, il y a principalement des mosquées musulmanes.   Il y a aussi des églises et des temples chrétiens : Vicariat apostolique de Tripoli (Église catholique), Église copte orthodoxe, églises protestantes, églises évangéliques.

## Culture
Tripoli possède des archives et des musées intéressants : les Archives nationales, la Bibliothèque gouvernementale, le musée ethnographique, le musée archéologique, le musée d'épigraphie et le musée de l'islam.
L’As-Saraya al-Hamra (le Château rouge), vaste complexe palatial truffé de cours, domine l’horizon de la cité. On trouve des statues classiques et des fontaines ottomanes aux alentours du château. 

## Sports
Le football est le sport le plus populaire à Tripoli. La ville abrite deux clubs de foots à la renommée internationale, le Al-Ahly Tripoli et le Al-Ittihad Tripoli.
Les principaux clubs de sport basés dans la capitale libyenne sont :
- Al-Ahly Tripoli
- Al-Ittihad Tripoli
- Al Madina
- Al Shat Tripoli
- Al Wahda Tripoli